# DEKKADANCERS

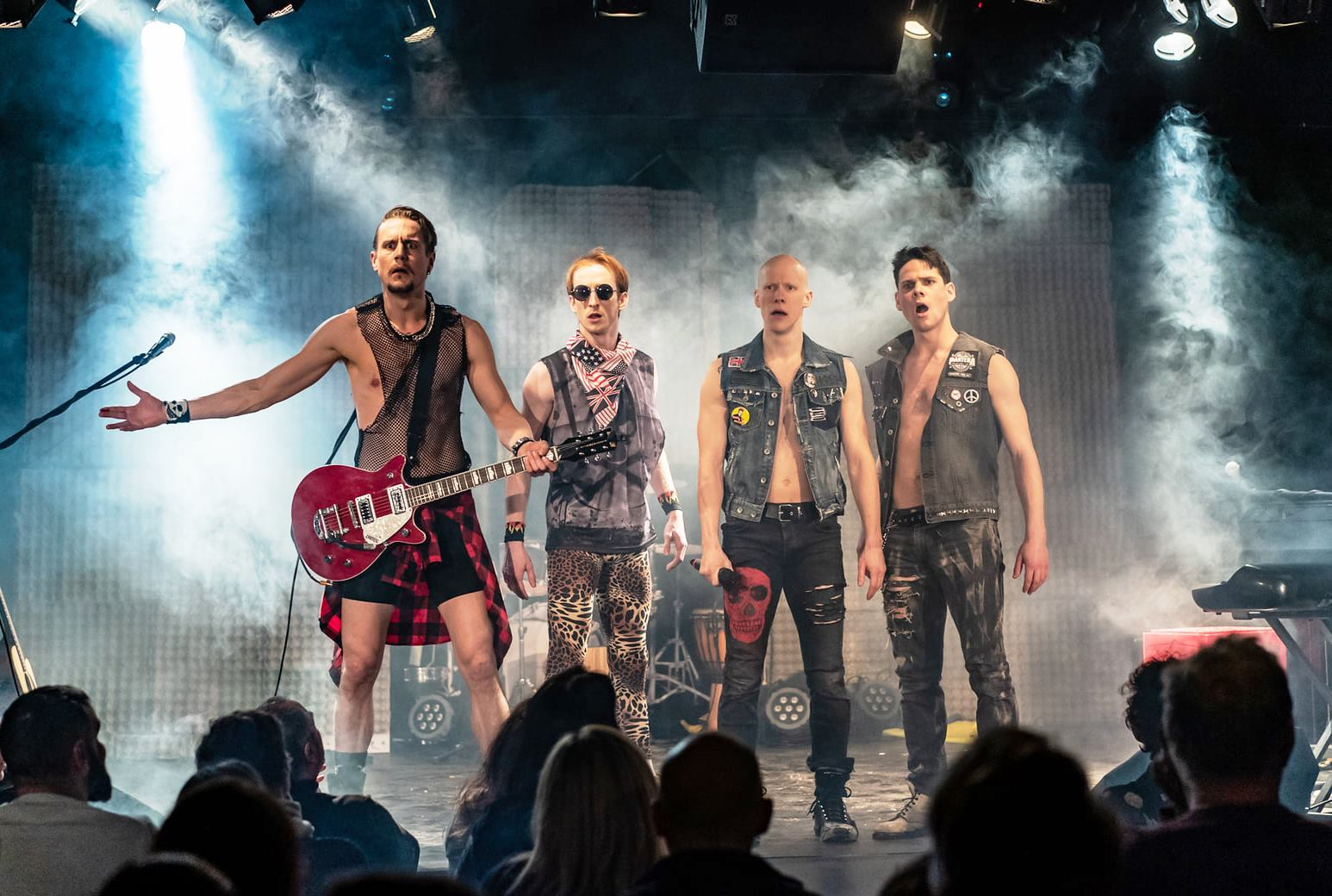
HornyBach 18+, tanečně hudební představení (2019)

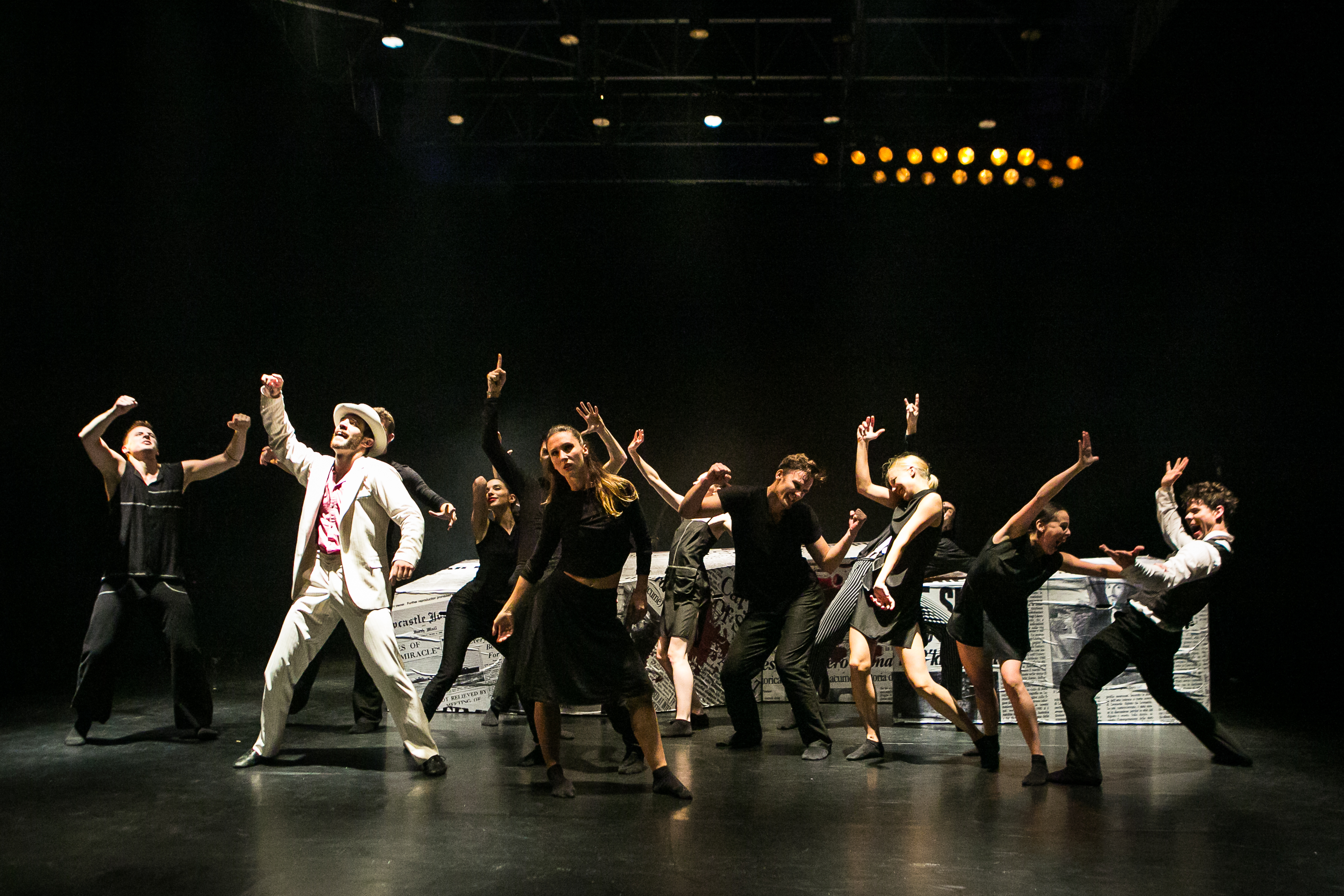
Poslední večeře – Jatka78 (Praha), taneční show (2017)

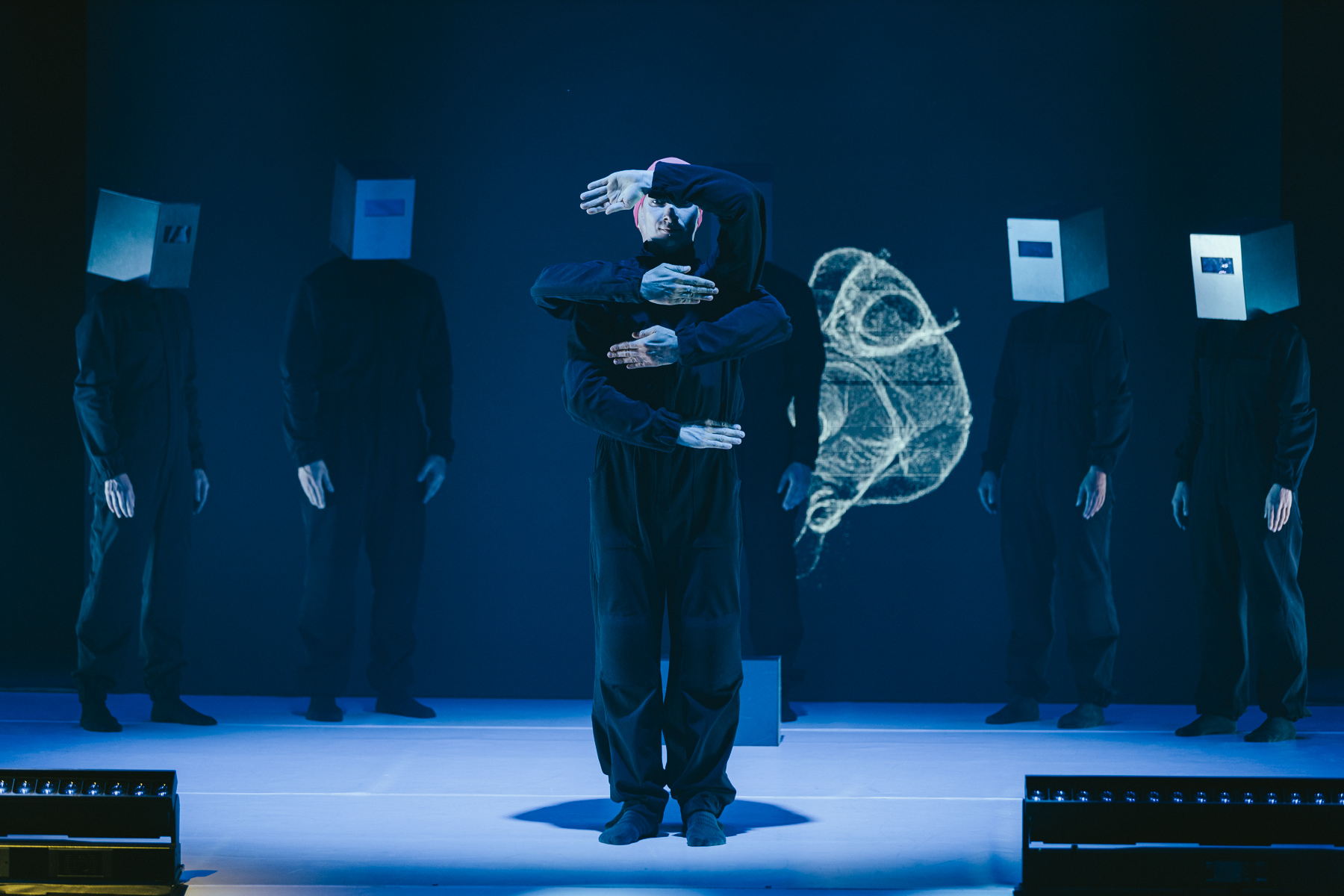
Velký třesk! – audiovizuální hudebně-taneční představení (2021)

DEKKADANCERS [ˈdekədɑːnsə(r)z, Amer ˈdekədænsərz] je projektový soubor profesionálních umělců, choreografů a tanečníků; založen byl v Praze léta 2009.

## Vznik souboru
Soubor založili v roce 2009 tehdejší tanečníci a choreografové Baletu Národního divadla Viktor Konvalinka a Tomáš Rychetský společně s fotografem Pavlem Hejným, s cílem realizace vlastních projektů.

## Členové souboru
Od vzniku roku 2009 se vystřídala v souboru řada umělců. Od roku 2015 je soubor tvořen tzv. „druhou generací DEKKADANCERS“, v jejímž čele jsou (umělecké a výkonné vedení souboru):
- Štěpán Pechar, choreograf a tanečník, umělecký šéf DEKKADANCERS, bývalý člen Baletu ND a stálý host Laterny magiky[3]
- Ondřej Vinklát, choreograf a tanečník, bývalý první sólista Baletu ND a stálý host Laterny magiky, držitel Ceny Thálie 2013, 2017 a 2020[4]
- Marek Svobodník, choreograf a tanečník, člen souboru Baletu ND, host Laterny magiky[5]

Hlavním partnerem souboru se od roku 2016 stalo Museum Montanelli (MuMo) se zakladatelkou a kurátorkou prof. Dadjou Altenburg-Kohl.
V roce 2020 se k souboru vrátil jeden z jeho zakladatelů – Viktor Konvalinka, choreograf a bývalý sólista Baletu ND, držitel Ceny Thálie 2015.
Soubor i nadále spolupracuje s fotografem Pavlem Hejným (od roku 2007 fotograf Baletu ND, držitel několika ocenění Czech Press Photo), Tomášem Rychetským a kostýmním výtvarníkem Pavlem Knollem; širší jádro souboru tvoří dalších 12–15 tanečníků, převážně členů Baletu ND a dalších umělců.

## Činnost, spolupráce
DEKKADANCERS realizují vlastní projekty, do nichž jsou angažováni především tanečníci z Baletu ND, ale také jiné osobnosti z oblasti kultury. Mimo tvorbu pro sebe, soubor též tvoří pro jiné soubory (Bohemia balet, PKB, Jihočeský balet, Plzeňský balet).
Od roku 2015 soubor působí v divadle Jatka78, kde má od roku 2020 vlastní zkušebnu, v níž připravuje své projekty. Soubor příležitostně hostuje v dalších divadlech v České republice (Plzeň, Brno, České Budějovice, aj.); rovněž vystupuje v zahraničí (Mnichov, Gera, Pasov – Německo). Mimo tanečních představení také vystupuje na dalších akcích, např. show módních návrhářů a vystoupení rockových kapel (kapely Zrní, Tata Bojs). Od roku 2005 DEKKADANCERS spolupracují s hudební skupinou Tata Bojs, pro kterou v rámci projektu Nanopicture převedl její Nanoalbum do taneční podoby. Zatím poslední spoluprací s touto kapelou je Velký třesk!, audiovizuální hudebně-taneční show uvedená v červnu 2021 v Azylu78, letní scéně Jatek78.
Soubor se také účastní různých charitativních akcí (Díky tanci – Jitky Schneiderové), tanečních festivalů a gala představení, např. Festival TANECVALMEZ, Festival – Zlatá Praha.

## Repertoár, výběr
Soubor má na repertoáru přes 20 kreací (uveden rok první premiéry), mezi něž patří např.:
- 2024 Štěpán Pechar (námět, choreografie a režie): La dolce Vita[12]
- 2023 Tennessee Williams, Arthur Pita: Tramvaj do stanice Touha, režie a choreografie Arthur Pita
- 2022 Double shot, Occultattum, Ondřej Vinklát (koncept, režie, choreografie), 'Řbitov nápadů, Štěpán Pechar a Viktor Konvalinka (koncept, režie, choreografie),
- 2022 Matěj Forman (scénář), Marko Ivanović (scénář a hudba), Štěpán Pechar (choreografie): Kniha džunglí
- 2022 Marek Svobodník, Štěpán Benyovszký: Strašidlo cantervillské
- 2021 Ondřej Vinklát, Štěpán Pechar: Stabat Mater
- 2021 Tom Rychetský, Marek Svobodník, Viktor Konvalinka: Velký třesk!
- 2021 Štěpán Pechar: Muž z Malty[13]
- 2020 Ondřej Vinklát, Viktor Konvalinka, Štěpán Pechar: A.I.
- 2019 Štěpán Pechar, Ondřej Vinklát, Marek Svobodník: HornyBach 18+
- 2018 Marek Svobodník, Tomáš Rychetský, Viktor Konvalinka: Návštěvníci
- 2017 Štěpán Pechar, Ondřej Vinklát, Marek Svobodník: Poslední večeře
- 2015 Štěpán Pechar, Ondřej Vinklát: Křehký vrh
- 2015 Marek Svobodník: L`apres-midi d`un Faune
- 2013 Jiří Pokorný: Černý mraky nepláčou
- 2013 Marek Svobodník: Petit Cord
- 2013 Štěpán Pechar, Ondřej Vinklát: Přesně včas
- 2012 Štěpán Pechar, Ondřej Vinklát: Červenej čudlik
- 2012 Viktor Konvalinka, Tomáš Červinka: Ultimo
- 2011 Viktor Konvalinka, Tomáš Rychetský: Dekka pod dekkou
- 2011 Viktor Konvalinka, Tomáš Rychetský: Kill de Bill
- 2010 Viktor Konvalinka, Tomáš Rychetský: Jakstohoven

## Význačná provedení, výběr
- 2017 Ondřej Vinklát, Marek Svobodník, Viktor Konvalinka, Štěpán Pechar: Dekkadancers na jihu (baletní večer – tři baletní vystoupení: Přesně včas, Faunovo odpoledne a Elixír), Jihočeské divadlo České Budějovice
- 2017 Štěpán Pechar, Ondřej Vinklát, Marek Svobodník: DEKKADANCERS bez hranic, charitativní představení pro MSF (Lékaři bez hranic), Jatka78
- 2017 Štěpán Benyovszký, DEKKADANCERS: Poslední večeře, Jatka78, režie Štěpán Benyovszký, choreografie Štěpán Pechar, Ondřej Vinklát, Marek Svobodník
- 2015 Štěpán Pechar, Ondřej Vinklát, Marek Svobodník, Matěj Šust, Adam Sojka: Žena za kultem (hudební koláž), Nová scéna/Stavovské divadlo[14]
- 2013 Štěpán Benyovszký: Caves and Creatures, Nová scéna
- 2013 Tomáš Rychetský, Jiří Pokorný, Viktor Konvalinka, Tomáš Červinka: Černý mraky nepláčou, Kill de Bill, Nová scéna

## Galerie

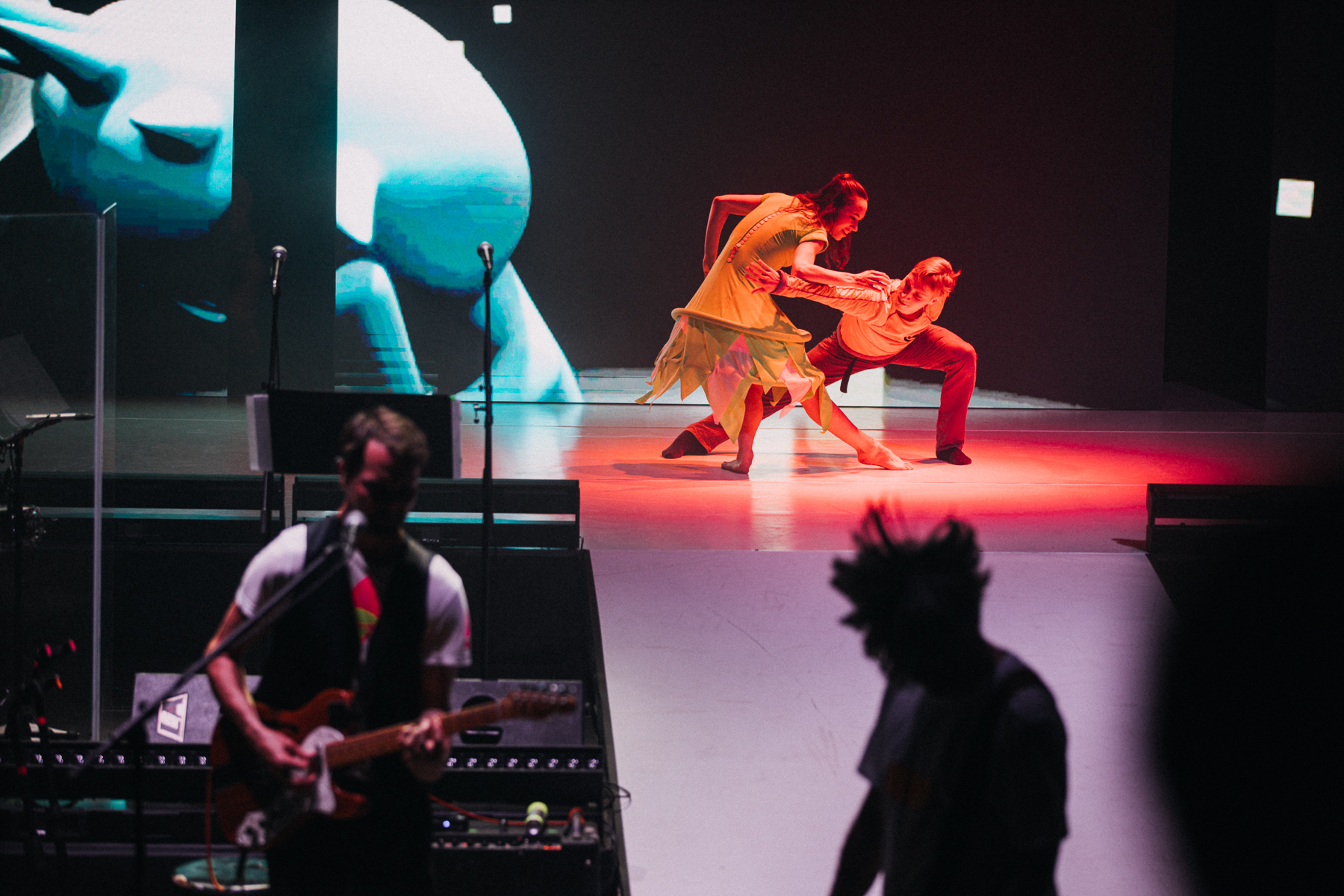
Velký třesk! – audiovizuální hudebně-taneční představení (2021)
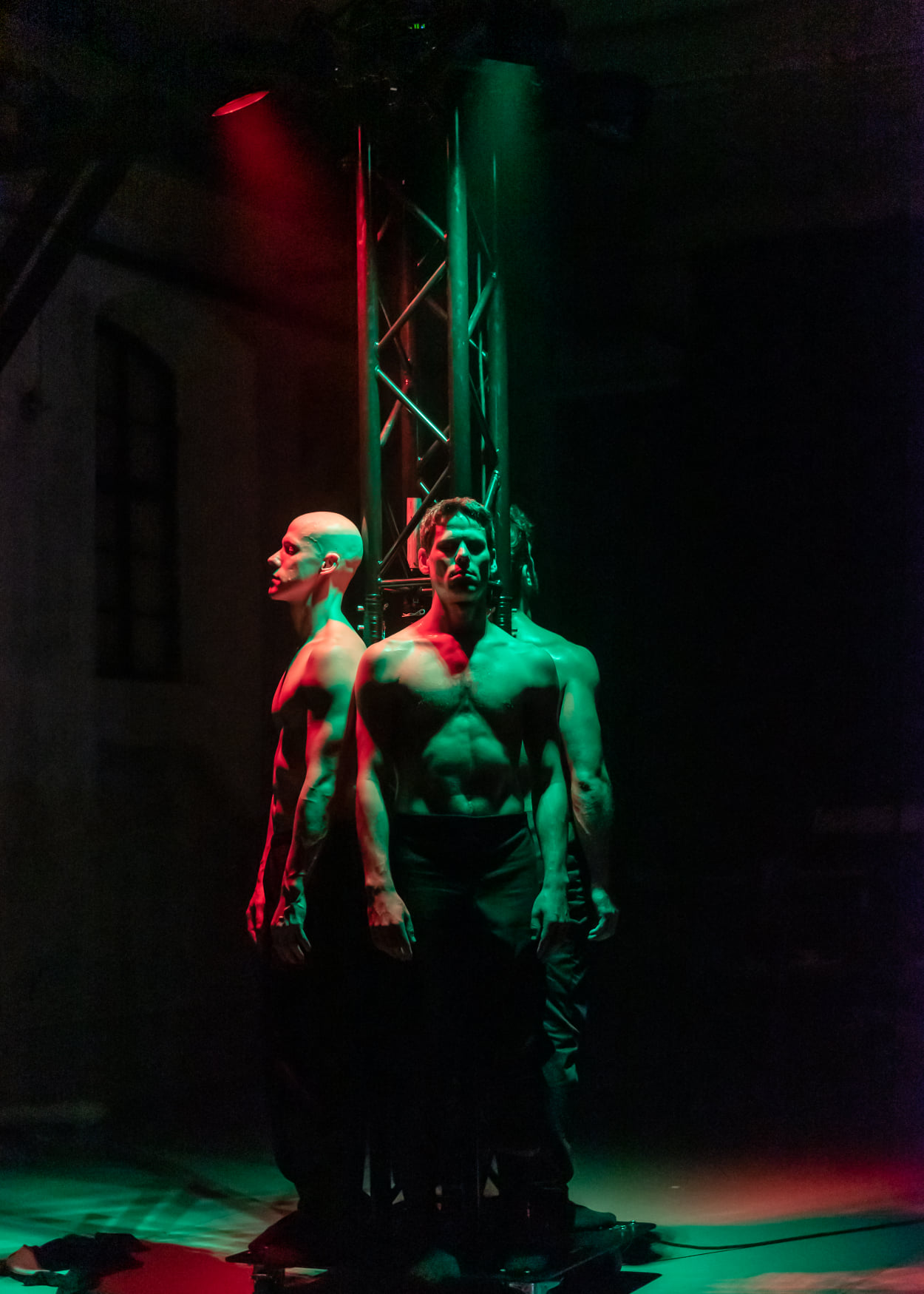
A.I. – taneční představení s tématem robotizace a umělé inteligence
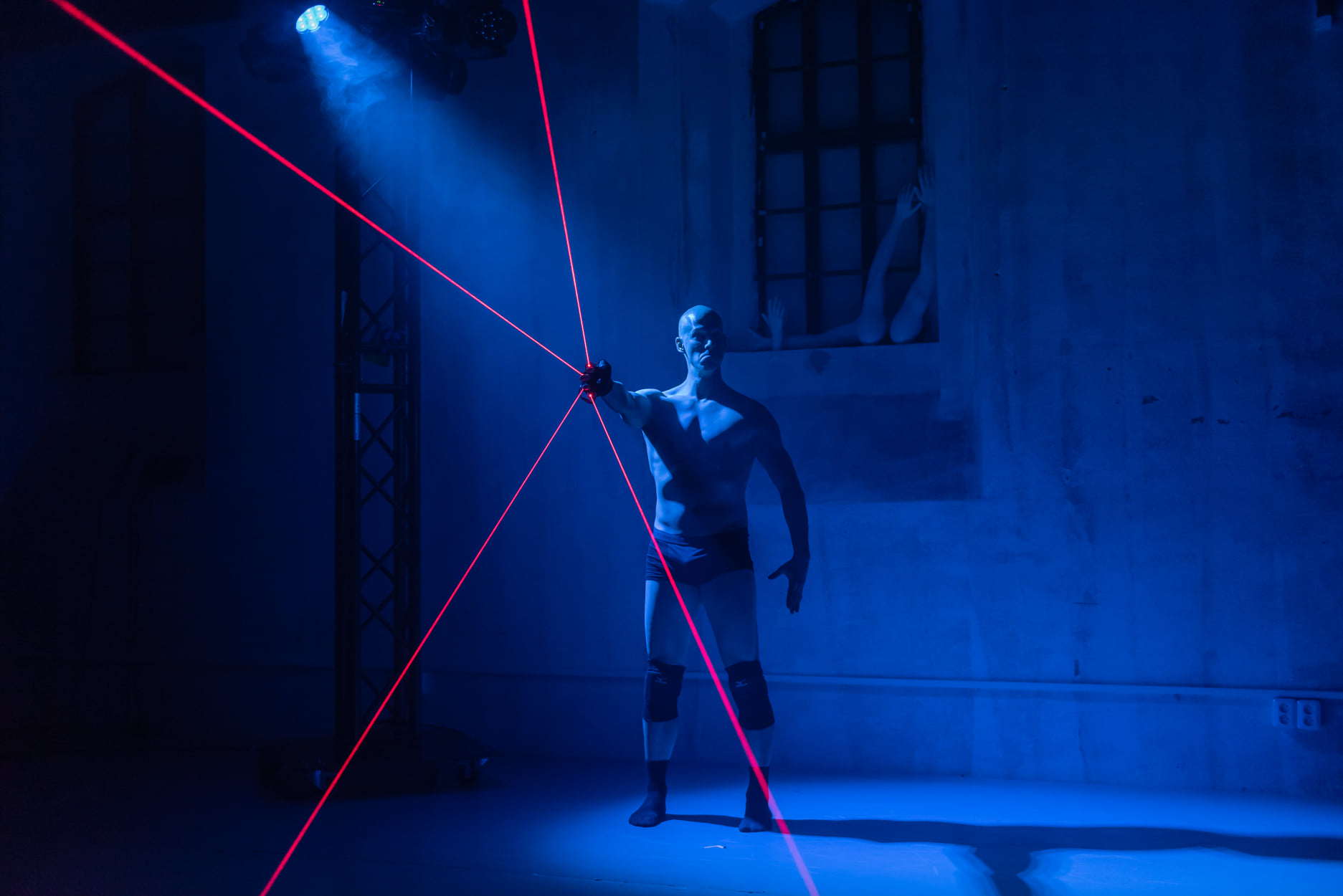
A.I. – taneční představení s tématem robotizace a umělé inteligence
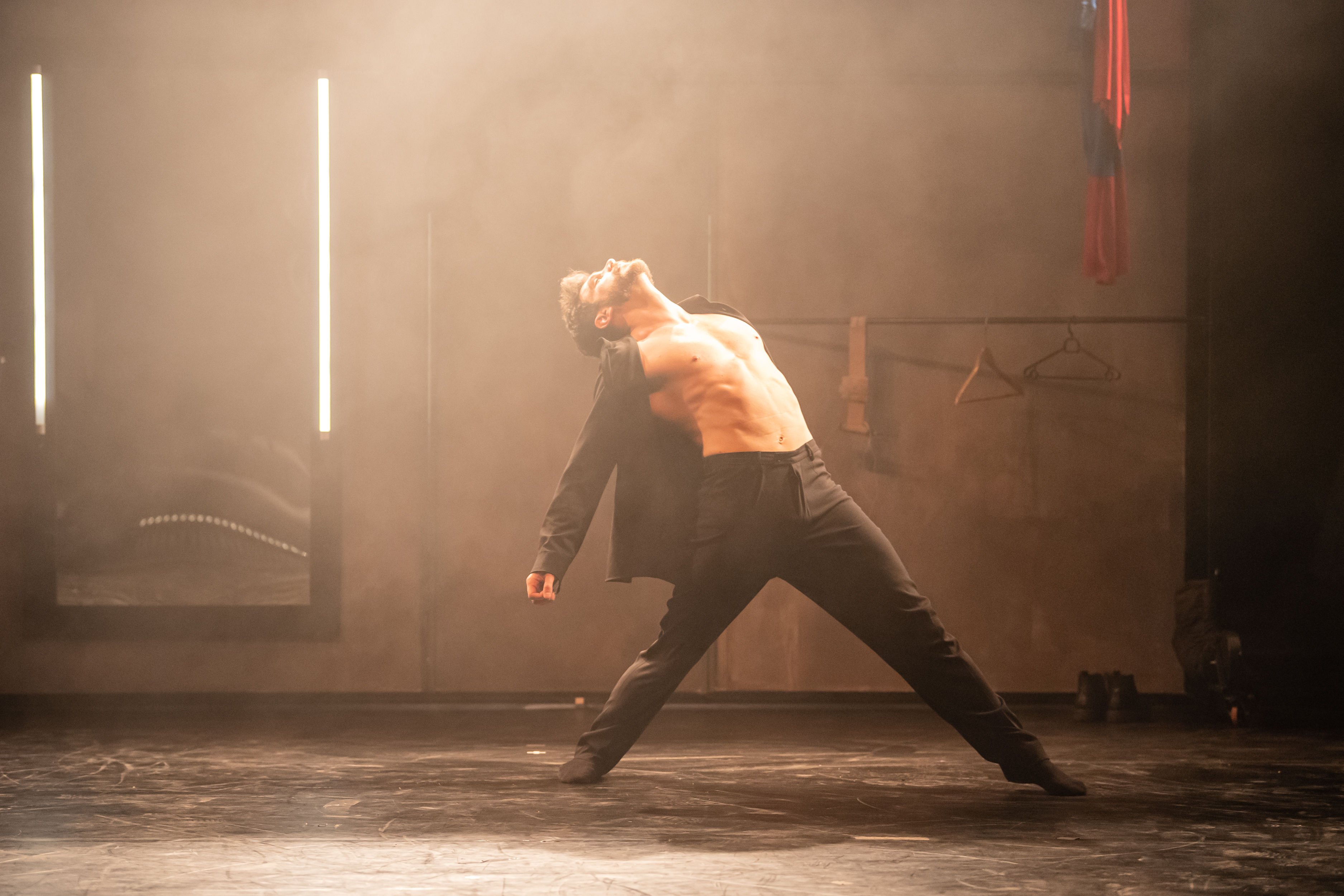
Muž z Malty (stand-up comedy doplněné tancem a kresbou)
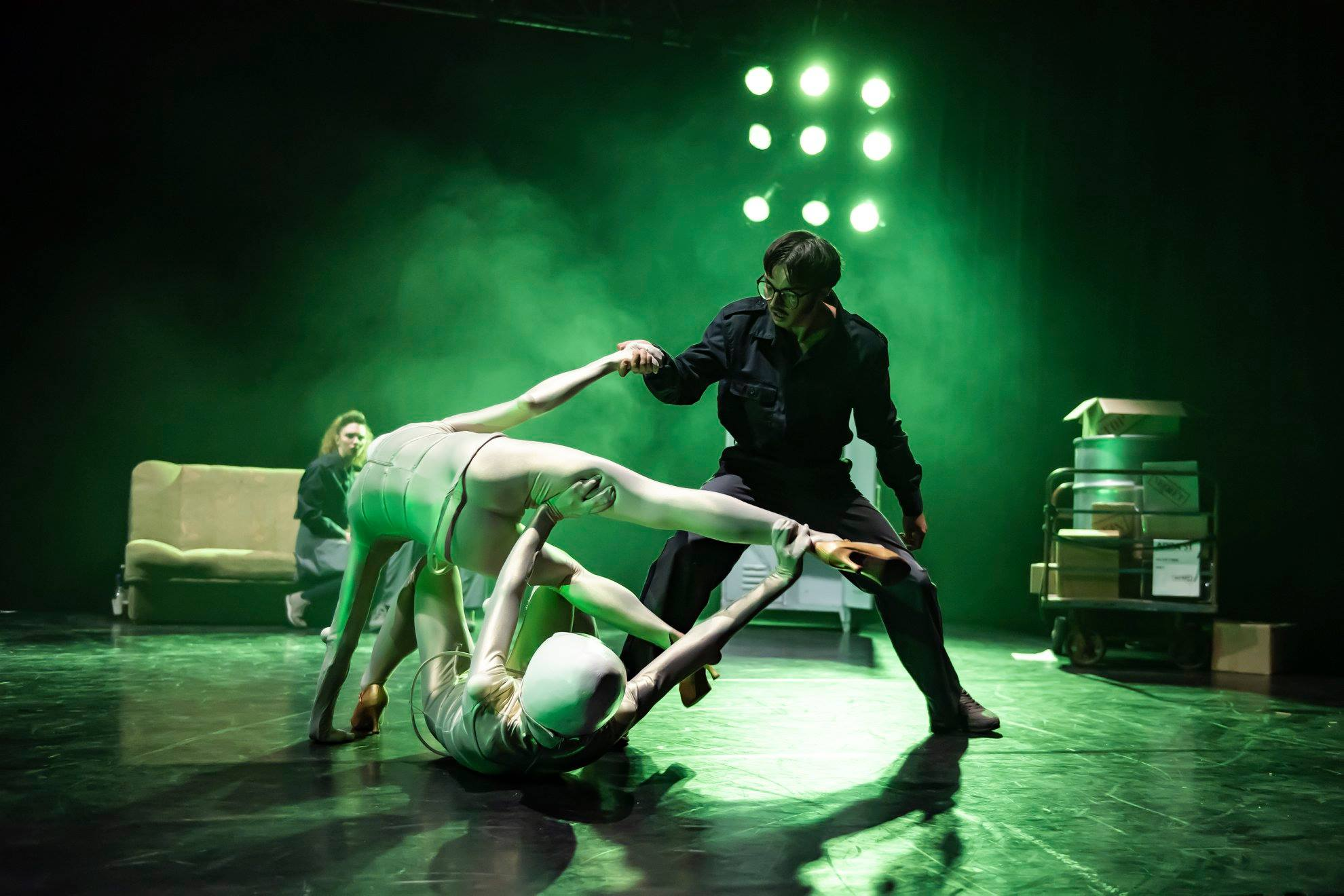
Návštěvníci – Tři taneční choreografie (Hangar 18, Ghost Story, Secret)